# 塔沃阿达
塔沃阿达，是西班牙加利西亚自治区卢戈省的一个市镇。 总面积147平方公里，总人口3845人（2001年），人口密度26人/平方公里。